# Assemblea suprema
L'Assemblea suprema (Maclisi Olii; in tagico Маҷлиси Олии Ҷумҳурии Тоҷикистон? — Maclisi Olii Cumhurii Tocikiston, Assemblea Suprema della Repubblica del Tagikistan) è il parlamento del Tagikistan. 
Essa è composta da due camere:
- L'Assemblea dei Rappresentanti (Маҷлиси намояндагон, Maclisi namojandagon), la camera bassa con 63 membri eletti per un mandato di cinque anni, 22 con il sistema proporzionale e 41 in collegi uninominali.

- L'Assemblea nazionale (Маҷлиси миллии, Maclisi millii), la camera alta, con 34 membri, 25 eletti per un mandato di cinque anni dagli enti locali, uno riservato all'ex-presidente e otto nominati dal presidente.

La legislatura bicamerale è stata introdotta nel 1999 con la nuova costituzione (rimpiazzando quella del 1995). Prima il parlamento era monocamerale (succedendo al Soviet Supremo locale). La sede dell'Assemblea suprema è nella capitale Dušanbe.